# Уварово (Восточно-Казахстанская область)
Уварово (каз. Уварово) — село в Глубоковском районе Восточно-Казахстанской области Казахстана. Входит в состав Кировского сельского округа. Код КАТО — 634049400.
Расположено на правом берегу реки Иртыш. В советское время село имело второе название — колхоз им.Куйбышева.

## Население
В 1999 году население села составляло 1616 человек (775 мужчин и 841 женщина). По данным переписи 2009 года, в селе проживали 1673 человека (829 мужчин и 844 женщины).